# CHAGE and ASKA 25th Anniversary BOX
『CHAGE and ASKA 25th Anniversary BOX』（チャゲ アンド アスカ トゥエンティーフィフス・アニバーサリー・ボックス）は、CHAGE and ASKAのオリジナル・アルバムをまとめた、CD-BOXパッケージセット作品。発売元はユニバーサル シグマ。
完全限定生産のため、現在は廃盤作品である。

## 背景・リリース
- CHAGE and ASKAデビュー25周年を記念して発売されたCDボックスセット。
- 年代毎に分けて3タイトル発売された。
- ボックスの仕様はスペシャル・デジパック、ピクチャーCD、デジタル・リマスターで、CDが入っている三方背の外ケース付き。
- 全3タイトル購入者全員には特典として「Anniversary楯」（シリアルナンバー入り）がプレゼントされた（但し応募期限あり）。
- ワーナー・パイオニアからキャニオンレコードに移籍した際にCD化されたアルバムに追加収録されたボーナス・トラックは今作では収録されていない。

## 収録作品

### BOX-1 1980-1985
1. 風舞
オリジナルは1980年4月25日発売。
2. 熱風
オリジナルは1981年2月25日発売。
3. 黄昏の騎士
オリジナルは1982年2月14日発売。
4. 熱い想い
オリジナルは1982年5月25日発売。
5. CHAGE&ASUKA IV -21世紀-
オリジナルは1983年6月29日発売。
6. INSIDE
オリジナルは1984年3月25日発売。
7. Z=One
オリジナルは1985年1月25日発売。

### BOX-2 1986-1990
1. TURNING POINT
オリジナルは1986年4月21日発売。
2. MIX BLOOD
オリジナルは1986年9月21日発売。
3. Mr.ASIA
オリジナルは1987年5月21日発売。
4. RHAPSODY
オリジナルは1988年3月5日発売。
5. ENERGY
オリジナルは1988年11月21日発売。
6. PRIDE
オリジナルは1989年8月25日発売。2枚組。
7. SEE YA
オリジナルは1990年8月29日発売。

### BOX-3 1991-2001
1. TREE
オリジナルは1991年10月10日発売。
2. GUYS
オリジナルは1992年11月7日発売。
3. RED HILL
オリジナルは1993年10月10日発売。
4. Code Name.1 Brother Sun
オリジナルは1995年6月28日発売。
5. CODE NAME.2 SISTER MOON
オリジナルは1996年4月22日発売。
6. NO DOUBT
オリジナルは1999年8月25日発売。
7. NOT AT ALL
オリジナルは2001年12月27日発売。